# Soda Springs (Californie)
Pour les articles homonymes, voir Soda Springs.
Les Soda Springs sont des sources d'eau gazeuse de la Sierra Nevada, aux États-Unis. Situées dans le comté de Tuolumne, en Californie, elles surgissent à 2 622 mètres d'altitude dans les Tuolumne Meadows, à proximité du cours de la Tuolumne. Elles sont protégées au sein du parc national de Yosemite.
Une spring house dite Soda Springs Cabin recouvre une source. Elle est inscrite au Registre national des lieux historiques depuis le 19 avril 1979. 